# Амалия фон Саксония-Ваймар-Айзенах
Амалия Мария да Глория Августа фон Саксония-Ваймар-Айзенах (на немски: Amalia Maria da Gloria Augusta von Sachsen-Weimar-Eisenach; * 20 май 1830, Гент; † 1 май 1872, Валфердинген, Люксембург) от Ернестинските Ветини, е принцеса от Саксония-Ваймар-Айзенах и херцогиня на Саксония и чрез женитба принцеса на Нидерландия.

## Живот
Амалия е най-малкото дете на херцог Карл Бернхард фон Саксония-Ваймар-Айзенах (1792 – 1862) и съпругата му Ида фон Саксония-Майнинген (1794 – 1852), дъщеря на херцог Георг I фон Саксония-Майнинген. Тя е племенница на кралица Аделхайд фон Саксония-Майнинген (1792 – 1849), съпругата на английския крал Уилям IV.
Амалия се омъжва на 19 май 1853 г. във Ваймар за принц Хайнрих Нидерландски (1820 – 1879), по-малкият син на крал Вилхелм II Нидерландски. Те нямат деца.
Нейният съпруг е от 1849 г. щатхалтер на Люксембург. През 1867 г. Амалия и нейният съпруг по нареждане на нидерландския крал пътуват с дипломатическа мисия при роднината им цар Александър II в Санкт Петербург.